# أندرو جاكسون براينت
أندرو جاكسون براينت (بالإنجليزية: Andrew Jackson Bryant) هو سياسي أمريكي، ولد في 30 أكتوبر 1832 بإفينغهام في الولايات المتحدة، وتوفي في 11 مايو 1888 في نفس البلد بسبب غرق. حزبياً، نشط في الحزب الجمهوري والحزب الديمقراطي.